# Torneo Superior de Futsal
La Liga Superior de Futbol Sala, anteriormente conocida como Torneo Superior de Futsal, es la máxima categoría del futsal profesional venezolano y actualmente cuenta con la participación de 8 equipos. Su primera edición fue en el año 2011. Debido a “limitaciones técnicas, deportivas y financieras”, el torneo se había cancelado. En 2020, por medio de negociaciones y ajustes, se intentó fusionar con la Liga Nacional de Fútbol Sala, dando por resultado en 2021 la creación de la Liga Superior de Futbol Sala.
Para el año 2021 se crea La Liga FUTVE Futsal 1 como la máxima categoría del fútbol sala venezolano, dependiente de la Federación Venezolana de Fútbol y la Liga FUTVE.
Motivado a la fusión de ligas, se acordó unificar todas las estadísticas, récords y campeonatos del futsal profesional: Liga superior de Futsal y la Liga FUTVE Futsal 1.

## Historia
La Liga Superior de Futsal comenzó a disputarse en 2011 y se tornó profesional en 2013. En 2011, se da por inaugurado el Torneo Superior de Futsal en Venezuela, luego de la desaparición de la Primera División Futsal de Venezuela.
En el Torneo Superior de Futsal 2011 se consagra campeón por primera vez Deportivo Táchira FS. C.
En el Torneo Superior de Futsal 2012 se consagra campeón por primera vez Trujillanos FS. C.
En el Torneo Superior de Futsal 2013 se consagra campeón por primera vez Guerreros del Lago.
En el Torneo Superior de Futsal 2014, se consagra campeón por primera vez Bucaneros de La Guaira FS. S.
En el Torneo Superior de Futsal 2015 se consagra campeón por segunda vez Guerreros del Lago, ante el Caracas FS. C.
En la Liga Superior de Futsal 2016 se consagra campeón por primera vez Caracas FS. C., ante Guerreros del Lago.
En la Liga Superior de Futsal 2017 se consagra campeón por segunda vez consecutiva  Caracas FS. C., ante Trotamundos de Carabobo.
En la Liga Superior de Futsal 2018, se consagra campeón Bucaneros de La Guaira FS. S., ante Caracas FS. C.
Luego de 2019, se anunció un nuevo patrocinante, Givova, además de la inclusión de nuevos equipos a la lista, estos serían Deportivo Vikylandia del estado Bolívar y un naciente club que representaría al estado Lara, siendo elegido entre un draft de 5 equipos que competirían por la plaza. Sin embargo, meses después se anunció la cancelación del evento a inicios del año. Aunado a esto y por la necesidad de un representante nacional para las competiciones internacionales, presentarían un proyecto de competencia con vista a la planificación de la temporada de 2020 en los próximos meses "para que la Liga tenga el reconocimiento a su campeón y la oportunidad de representar al país en las competencias de CONMEBOL". Agradecieron el esfuerzo y la disposición de los seis socios para organizar una campaña competitiva, también a las organizaciones deportivas (Delta Te Quiero, Deportivo Maracay y Lobos de Lara) por su interés en participar en la nueva edición.
Luego de una pausa larga para este deporte en el país debido a problemas económicos y logísticos, procurando la fusión con los equipos de la Liga Nacional de Fútbol Sala para aumentar la competitividad y levantar el deporte en el país, pero no se llegó a ningún acuerdo.

## Equipos participantes de la Liga Superior de Futsal 2018
La última temporada de la competición como se conoce, tuvo la deserción de dos franquicias: Trujillanos y Marítimo, por lo cual, el torneo se jugó con seis equipos y una nueva modalidad de juego. Los clubes jugarán 20 partidos (10 en casa, 10 como visitante) y los mejores cuatro avanzarán al playoff, en series de tres partidos, es decir, el ganador de dos mientras la final si se disputará al mejor de cinco (el ganador de tres será campeón) para definir a quien representaría a Venezuela en la Copa Libertadores de Futsal. Sin embargo, tras la cancelación de la competición y la necesidad de un representante para la Copa Libertadores de Futsal 2020, se eligió al campeón de la Liga Nacional, dando por ganador a Delta Te Quiero.
| Club                          | Ciudad        | Estadio                                         |
| ----------------------------- | ------------- | ----------------------------------------------- |
| Bucaneros de La Guaira FS. C. | La Guaira     | Domo José María Vargas                          |
| Caracas FS. C.                | Caracas       | Gimnasio José Beracasa                          |
| Deportivo Táchira FS. C.      | San Cristóbal | Gimnasio de Fútbol Sala Campeones Mundiales '97 |
| Portuguesa FC                 | Araure        | Gimnasio Wilbaldo Zabaleta                      |
| Trotamundos de Carabobo       | Valencia      | Forum de Valencia                               |
| Vikingos de Miranda FS. C.    | Caracas       | Gimnasio José Joaquín Papá Carrillo             |

## Palmarés
- Un total de 4 clubes han obtenido al menos un título en el Torneo Superior de Futsal.

| Club                              | Títulos | Subcampeonatos | Años de los Títulos | Años de los Subcampeonatos |
| --------------------------------- | ------- | -------------- | ------------------- | -------------------------- |
| Caracas FS. C.                    | 2       | 2              | 2016, 2017          | 2014, 2015, 2018           |
| Guerreros del Lago (Desaparecido) | 2       | 1              | 2013, 2015          | --                         |
| Deportivo Táchira FS. C.          | 1       | --             | 2011                | 2012, 2013                 |
| Trujillanos FS. C.                | 1       | --             | 2012                | --                         |
| Bucaneros de La Guaira FS. C.     | 2       | --             | 2014, 2018          | --                         |
| Trotamundos de Carabobo           | --      | 1              | --                  | 2017                       |

## Premios anuales
| Temp.     | Mejor Jugador            | Club                                             | Máximo Goleador            | Club                                         | Mejor Portero               | Club                                      | Jugador Revelación        | Club                                         |
| --------- | ------------------------ | ------------------------------------------------ | -------------------------- | -------------------------------------------- | --------------------------- | ----------------------------------------- | ------------------------- | -------------------------------------------- |
| 2015 2018 | José Falcón Carlos Vento | Guerreros del Lago Bucaneros de La Guaira FS. C. | Alfredo Vidal Andrés Terán | Caracas FS. C. Bucaneros de La Guaira FS. C. | Carlos Vásquez Keiver Ortíz | Caracas FS. C. Vikingos de Miranda FS. C. | Carlos Vento Andrés Terán | Caracas FS. C. Bucaneros de La Guaira FS. C. |